# André Cruse
André Cruse (Johannesburg, 1 december 1965) is een Zuid-Afrikaans golfprofessional, die actief is op de Sunshine Tour.

## Loopbaan
Als golfamateur won Cruse dertien toernooien. In 1987 behaalde Cruse op de Sunshine Tour zijn eerste profzege door de Brits Invitational te winnen. In de volgende twee decennia behaalde Cruse nog 10 zeges op de Sunshine Tour. Zijn laatste profzege dateert van 13 september 2001, toen hij de Bloemfontein Classic won. Daarnaast won hij enkele Pro-Am-golftoernooien op de Sunshine Tour, die niet meetelden voor de Order of Merit.

## Prestaties

### Amateur
- 13 toernooien waaronder
  - Junior Springbok Colours (1982 en 1983)
  - Kwa-Zulu Natal Amateur Championship (1986)

### Professional
Sunshine Tour
- 1987: Brits Invitational
- 1988: Rhema Classic
- 1989: South African Winter Masters
- 1990: Kalahari Classic
- 1990: Natal Entercor Classic
- 1990: Lombard Tyres Transvaal Classic
- 1990: Trust Bank Free State Classic
- 1991: Maccauvlei Masters (play-off met Kevin Stone)
- 1993: Bidvest Sun City Pro-Am
- 1999: Vodacom Series: Mpumalanga (72+68+62=202; –14)[2]
- 2001 	Bloemfontein Classic (70+70+67=207; –9)[1]

Overige
- 1987: Randpark Charity Pro-Am (Zuid-Afrika)
- 1988: Golden Palm Classic (Zuid-Afrika)
- 1989: Wild Coast Pro-Am (Zuid-Afrika)
- 1990: Randfontein Scramble (Zuid-Afrika)
- 1997: FNB Festival of golf Round 5 (Zuid-Afrika)
- 1999: South African Masters Pro-Am (Zuid-Afrika)
- 2001: Royal Swazi Sun Touring Pro-Am (Zuid-Afrika)
- 2004: Wild Coast Sun Touring Pro-Am (Zuid-Afrika)

### Prijzen
- Trustbank 'Rookie of the Year' (1986 & 1987)
- Winnaar van de "Winter Tour Order of Merit" (1990)